# Santa Maria de Oliveira
Santa Maria de Oliveira is een plaats (freguesia) in de Portugese gemeente Vila Nova de Famalicão en telt 3091 inwoners (2001).